# جرمان تاون هيلز (إلينوي)
جرمان تاون هيلز (بالإنجليزية: Germantown Hills)‏ هي منطقة سكنية تقع في الولايات المتحدة في مقاطعة وودفورد، إلينوي. يقدر عدد سكانها بـ 3,438 نسمة .

## الموقع الجغرافي
الموقع الجغرافي للمناطق المحيطة بهذه النقطة هو كالتالي: